# Ibiza (Bilal Wahib)
Ibiza is een lied van de Nederlandse rapper Bilal Wahib. Het werd in 2021 als single uitgebracht en stond in hetzelfde jaar als derde track op het album El mehdi.

## Achtergrond
Ibiza is geschreven door Carlos Vrolijk, Jonathan Maridjan, Bilal Wahib en Brahim Fouradi en geproduceerd door Project Money. Het is een nederhoplied waarin wordt gezongen over een mooie vrouw die de liedverteller heeft ontmoet op Ibiza. Het lied betekende voor Wahib zijn comeback nadat hij eerder in 2021 werd aangehouden wegens het vervaardigen en verspreiden van kinderporno nadat hij op een Instagram livestream een minderjarige jongen vroeg om zijn geslachtsdeel te laten zien voor zeventienduizend euro, wat de jongen vervolgens deed. Waar hij toen werd geboycot door de Nederlandse radiozenders en ook zijn label Top Notch de samenwerking verbrak, is Ibiza het eerste lied wat weer op de radio werd gedraaid en werd het uitgebracht bij Top Notch. De single heeft in Nederland de platina status.

## Hitnoteringen
De rapper had succes met het lied in de Nederlandse hitlijsten. Het kwam binnen op de tweede plaats van de Single Top 100, wat eveneens de hoogste positie was die het nummer in deze lijst had. Het stond twintig weken in de lijst. In de Top 40 kwam het tot de achttiende plaats en was het vier weken in de lijst te vinden. 